# Айзенбергер, Северин
Северин Айзенбергер (пол. Seweryn Eisenberger; 25 июля 1879, Краков — 11 декабря 1945, Нью-Йорк) — польский пианист, композитор.

## Карьера
Учился у известного краковского педагога Флоры Грживинской и дебютировал на публике (исполнением си-бемоль-мажорного концерта Бетховена) в 1889 г., неполных десяти лет. В дальнейшем Айзенбергер учился в Берлине у Генриха Эрлиха и в Вене у Теодора Лешетицкого, на рубеже XIX—XX вв. интенсивно гастролируя по Европе. Известно, в частности, его выступление в Берлине с фортепианным концертом Эдварда Грига при участии автора в качестве дирижёра. Айзенбергер жил преимущественно в Вене (за исключением краковского периода 1914—1922 гг., когда он преподавал в консерватории Краковского музыкального общества), концертировал, давал уроки (у него занимались в частности, Лили Краус и Генрих Каминский), на непродолжительное время посвятил себя композиции, однако в дальнейшем от сочинительства отказался. 
Как исполнитель Айзенбергер считался специалистом, прежде всего, по сочинениям Бетховена и Шопена; по его словам, его интерпретации Бетховена базировались на рассказах его учителя Эрлиха, который, в свою очередь, опирался на сведения, полученные от непосредственно близкого Бетховену Карла Черни. С 1928 г. Айзенбергер жил преимущественно в США, преподавал в Кливленде и Цинциннати. В 1938 г. исполнил фортепианный концерт Грига с оркестром Консерватории Цинциннати в концерте, транслировавшемся по радио; эта запись сохранилась.